# 1130
1130 (MCXXX) a fost un an obișnuit al calendarului iulian.

## Evenimente
- 26 martie: După moartea regelui Sigurd I, începe războiul civil din Norvegia, odată cu urcarea pe tron atât a lui Magnus "cel Orb", cât și a lui Harald Gille.
- 31 martie: Victorie a conducătorului almohazilor, Ibn Tumart asupra almoravizilor la Amaghdar, în apropiere de capitala acestora, Aghmat (în Maroc).
- 13 mai: Almohazii eșuează în tentativa de a cuceri Marrakechul de la almoravizi.
- 11 august: Guillaume al X-lea, duce de Aquitania și conte de Poitiers, supune asediului portul Châtelaillon, pe care îl ocupă și în distruge, pentru a întemeia în apropiere portul La Rochelle.
- 14 septembrie: Emirul selgiucid Zangi, guvernator în Mosul și Alep, cheamă Damascul să i se alăture în "războiul sfânt" împotriva cruciaților, cucerind de la aceștia Hama și atacând Antiohia.
- 27 septembrie: Antipapa Anaclet al II-lea semnează o bulă prin care conferă demnitatea regală lui Roger al II-lea de Sicilia.
- 25 decembrie: Antipapa Anaclet al II-lea îl încoronează în catedrala din Palermo pe Roger al II-lea ca rege al Siciliei; acesta deja trecuse sub autoritatea sa toate posesiunile normande din Italia; papalitatea consacră astfel unirea Italiei de sud și a Siciliei sub conducerea lui Roger.

### Nedatate
- februarie: Regele Roger al II-lea al Siciliei acordă sprijin antipapei Anaclet al II-lea, în defavoarea lui Inocențiu al II-lea, care este nevoit să se refugieze în Franța, unde se întâlnește cu Sfântul Bernard.
- februarie: Bohemund al II-lea, principele cruciat al Antiohiei, pornit cu trupele către nord, este ucis într-o ambuscadă pusă la cale de către Ghazi, fiul emirului danișmenid; capul său este trimis drept cadou califului din Bagdad; după moartea principelui, văduva sa Alix se impune la putere cu sprijinul populației armenești, grecești și siriace, după care stabilește contacte cu emirul selgiucid Zangi, în vederea unei alianțe împotriva propriului ei tată, regele Balduin al II-lea al Ierusalimului; după ocuparea Antiohiei de către Balduin, Alix este trimisă de tatăl său în exil, la Lattakia.
- aprilie: Conciliul de la Etampes: sfântul Bernard de Clairvaux se declară în favoarea papei Inocențiu al II-lea (care este sprjinit și de către împăratul Lothar al III-lea) în detrimentul antipapei Anaclet al II-lea.
- noiembrie: Prin conciliul de la Clermont se interzic turnirurile.
- Conduși de Ye-liu Ta-che, khitanii mongoli obțin o victorie asupra triburilor turcice ale karlucilor, în Asia Centrală.
- După urcarea sa pe tronul Suediei, Sverker I (cel Bătrân) îl depune pe Magnus "cel Puternic" din poziția de rege în Gothenland.
- Erezia dualistă (maniheistă) este consemnată la Köln și la Courtrai.
- Este atestată prima chartă princiară în favoarea mănăstirilor din Novgorod.
- Jurchenii renunță la a cuceri sudul Chinei și se mulțumesc să pătrundă în provincia Hunan; dinastia Song rămâne să stăpânească în jumătatea sudică a Chinei.
- Locuitorii din Köln și Bremen obțin un comptuar comercial la Londra (Guidhall).
- Regele Henric "Beauclerc" al Angliei conferă o chartă a libertăților locuitorilor din Londra; încurajarea burgheziei londoneze.
- Sediul episcopal al Suediei se strămută de la Sigtuna la Uppsala.

## Înscăunări
- 14 februarie: Papa Inocențiu al II-lea (n. Gregorio Papareschi), (1130-1143).
- 23 februarie: Anaclet al II-lea, antipapă (1130-1138).
- 25 decembrie: Roger al II-lea, încoronat ca rege al Siciliei (1130-1154).
- august: Abd al-Mumin, conducător al almohazilor.
- Magnus "cel Orb" și Harald Gille, regi în comun ai Norvegiei.
- Sverker I "cel Bătrân", rege al Suediei (1130-1156).

## Nașteri
- 18 octombrie: Zhu Xi, filosof confucianist și istoric chinez (d. 1200).
- Balduin al III-lea, rege al Ierusalimului (d. 1162)
- Daoji, călugăr budist chinez (d. 1207)
- Eustace al IV-lea, conte de Boulogne și pretendent la tronul Angliei (d. 1153)
- Geza al II-lea, rege al Ungariei (d. 1162)
- Guillaume de Blois, scriitor, poet și monah francez (d. 1204)
- Guillem de Bergueda, trubadur spaniol (d. 1195).

## Decese
- 13 februarie: Papa Honoriu al II-lea (n. 1060)
- 26 martie: Sigurd I al Norvegiei (n. 1090)
- 11 noiembrie: Teresa de Leon, regentă a Portugaliei (n. 1080)
- 13 noiembrie: Adolf I de Schaumburg (n. ?)

### Nedatate
- februarie: Bohemund al II-lea, principe de Antiohia (n. ?)
- august: Ibn Tumart (Abu Abd Allah Muhammad Ibn Tūmart), conducătorul almohazilor (n. ?)
- Brahmadeva, matematician indian (n. 1060)
- Domenico Michiel (Domenico Michele), doge de Veneția (n. ?)